# Nakama-gawa
Le fleuve Nakama (仲間川, Nakama-gawa) est un cours d'eau du bourg de Taketomi, dans la préfecture d'Okinawa, au Japon.

## Géographie
Le fleuve Nakama est un cours d'eau entièrement situé dans le bourg de Taketomi (préfecture d'Okinawa), au Japon. Long de 12,3 km, il prend sa source sur les pentes du versant nord-est du mont Haigishi (421 m), s'écoule vers l'est, dans le Sud-Est de l'île d'Iriomote, et rejoint les eaux de la mer des Philippines en baie de Nakama,,.